# Perzsia királyainak listája
A Perzsa Birodalom több birodalom neve, melyek az idők során az Iráni-fennsík (Irān – "az árják földje") vidékét uralták. A legkorábbinak ezek közül az Akhaimenidák dinasztiáját tartják (i. e. 648–i. e. 330), ami az árják egyesült királysága fölött uralkodott. Ez eredetileg a mai iráni tartomány, Fársz területén jött létre, és Nagy Kürosz uralma alatt. Az itt fönnálló birodalmakat 1935-ig a nyugati történészek többnyire a "Perzsa Birodalom" névvel illették.
Az i. e. 700 utáni neveknek, mivel görög forrásokból származnak, a formája is görögös.

## Korai birodalmak Perzsiában

### Elámita királyság (i. e. 3000–i. e. 600)
A mai Irán területén Elám volt az első állam, amiről ismeretekkel rendelkezünk. Az elámiak nyelve nem tartozott sem a sémi, sem az indoeurópai nyelvek közé, a kutatók sejtése szerint a dravida nyelvcsalád tagja lehetett.

## Méd Birodalom
A médek az i. e. 8. század végén költöztek a Zagrosz-hegységbe, i. e. 703-ban jelentek meg Szín-ahhé-eríba évkönyvében, mint addig ismeretlen nép. Az i. e. 7. században meghódították Perzsiát, Babilonnal összefogva megdöntötték az Asszír Birodalmat és az Arab-félszigetre is behatoltak. Így jött létre a Méd Birodalom, amit i. e. 550-ben Nagy Kürosz beolvasztott az Óperzsa Birodalomba.

## A hellenisztikus korszak királyai

### Makedón Birodalom, Argoszi-dinasztia:i. e. 330–i. e. 310
Az I. Perdikkasz által alapított Argoszi-dinasztia az i. e. 7. század óta uralkodott Makedóniában. A dinasztia leghíresebb tagja, Nagy Sándor a Perzsa Birodalom meghódításával létrehozta a rövid ideig egységes Makedón Birodalmat.
- Nagy Sándor: i. e. 330 – i. e. 323
- III. Philipposz: i. e. 323 – i. e. 317
- IV. Alexandrosz: i. e. 323 – i. e. 310

### Szeleukida Birodalom, Szeleukida-dinasztia:i. e. 305–164
Az i. e. 3. század közepétől a Szeleukidák változó sikerrel harcot folytattak az egyre növekvő Párthus Birodalommal, végül az i. e. 2. század közepére teljesen elvesztették az iráni területek feletti ellenőrzést.

## Szászánida-dinasztia, a perzsa reneszánsz:224-651
A Szászánida-dinasztia az Akhaimenidáktól származtatta magát. 224-ben letaszították trónjáról a párthus uralkodót, és a megalapították a Szászánida Birodalmat, amely Rómának éppoly félelmetes ellenfele volt, mint a párthusok. 651-ben az arabok foglalták el.